# Турвал Стен
Турвал Стен (на норвежки: Thorvald Steen) е норвежки общественик, журналист, драматург, поет и писател на произведения исторически роман, лирика, драма, детска литература, пътепис и документалистика.

## Биография и творчество
Турвал Стен е роден на 9 януари 1954 г. в Осло, Норвегия.
След завършване на гимназията от 1974 г. работи като санитар, а от 1976 г. като главен представител по безопасността в психатричната болница „Гаустад“. От 1979 г. следва история на идеите, история и философия в университета в Осло, където се дипломира през 1983 г. Член е на Работническата комунистическа партия в периода 1973 – 1983 г. и е активен в движението марксисти-ленинисти.
От 80-те години пише в норвежки и чуждестранни вестници и списания за политика, международни проблеми, психиатрия, история, етика и литература.
Първата му книга, стихосбирката „Hemmeligstemplede roser“ (Тайните рози), е издадена през 1983 г. Същата година създава акционистката литературна група „Stuntpoetene“ (Каскадьорски поети).
Постига литературен успех с поетичния цикъл „Ilden“ (Огънят) от 1992 г. През следващата година е издаден историческият му роман „Дон Карлос“, с който прави международен пробив. За него е удостоен с наградата „Гилендал“ за значим млад автор. Белгийският вестник „Le Soir“ обявява романа сред 5-те най-добри романа, преведени на френски през 1996 г., а аржентинският вестник „Clarin“ определя писателя за „Най-добър нов писател“ същата година.
В своите исторически романи Турвал Стен обсъжда връзката между миналото и настоящето и оспорва границата между измислицата и факта.
През 2001 г. получава норвежката награда „Dobloug“ за цялостното си творчество, а през 2004 г. получава правителствена стипендия от норвежкия министър на културата.
Романът му „Kamelskyer“ (Камилски облаци) за Саладин от 2004 г. е избран за роман на годината от турския вестник „Bir Gun“ през 2006 г. и печели словашката награда „Ян Холи“ през 2007 г. През 2006 г. получава медал „Коменски“ от Университет „Коменски“ за историческите си романи, а през 2010 г. получава наградата „Томсън“.
През 2006 г. публикува автобиографичния си роман „Vekten av snøkrystaller“ (Теглото на снежните кристали) за историята си като млад ски скачач. На 15 години научава, че има хронично мускулно заболяване и получава забрана за скокове, но прави последния си скок без съгласието на лекаря. С автобиографични елементи са и романите му „Det lengste svevet“ (Най-дългият скок) от 2008 г. и „Balanse“ (Баланс) от 2012 г.
Произведенията на писателя са преведени на повече от 20 езика по света.
Той е председател на Норвежкия съюз на писателите в периода 1991 – 1997 г. и е негов почетен член от 1997 г. Председател е на Съвета на „NORLA“ (Център за норвежка художествена и научна литература в чужбина) от 1997 г. и е член на Съвета на норвежкия ПЕН клуб от 2003 г. В допълнение към работата си като писател той е активен застъпник за свободата на изразяване и правата на човека.
Турвал Стен живее със семейството си в Осло.

## Произведения

### Самостоятелни романи и новели
- Tungen (1991)
- Don Carlos (1993) – за Чарлз Дарвин
- Giovanni (1995) – продължение на „Don Carlos“
- Kongen av Sahara (1997)
- Konstantinopel (1999)
- Luftskipet (2000)
- Den lille hesten (2002) – за Снори Стурлусон
- Kamelskyer (2004) – за Саладин
- Bare en siste gang (2005)
- Vekten av snøkrystaller (2006)
- Det lengste svevet (2008)
- Løvehjerte (2010)
Ричард Лъвското сърце, изд. „Матком“ (2016), прев. Росица Цветанова
- Balanse (2012)
- Det usynlige biblioteket (2015)
Александър Велики и невидимата библиотека, изд. „Матком“ (2017), прев. Радостина Иванова

### Серия „Бялата баня“ (Det hvite badehuset)
1. Det hvite badehuset (2017)
2. Det siste fotografiet (2019)

### Поезия
- Hemmeligstemplede roser (1983)
- Gjerrige fallskjermer (1985)
- Neonulvene (1987)
- Månekisten (1987)
- Ilden (1992)
- Alexandrias aske (1993) – с Гро Дале, Пал-Хелге Хауген и Ларс Соби Кристенсен

### Пиеси
- De tålmodige (1997)
- Ørkenstormer (2010) – с Тарик Али
- Nidaros (2013)

### Детска литература
- Milli Meter og delfinene (1990) – с Малгожата Пиотровска
- Jeg er kanskje en fugl, sa Milly Meter (1991)
- Milly Meter og regnbuen (1992)
- Frosken og sjiraffen (1993) – с Марек Волошин
- Da frosken og sjiraffen skulle stupe kråke (1993)
- Frosken og sjiraffen og stillheten (1995)
- Da piggsvinet skulle gjøre reven en tjeneste (2002)
- Noen ganger har du helt rett (2015) – с Хилде Крамер

### Документалистика
- En fallskjerm til folket (1995)
- Jungel. Essays om litteratur og politikk (1996)
- Fra Reykholt til Bosporus (2003)
- Historier om Istanbul (2003)
- Den besværlige historien (2014)